# Commandant Clark
Commandant Clark est une série animée française en 52 épisodes de 13 minutes, réalisée par Norman LeBlanc et produite par Go-n Productions. Elle a été diffusée pour la première fois le 28 juin 2010 sur France 5 dans l'émission Ludo et rediffusée sur Boing France. La série est rediffusée sur France 3 Via Stella et France 4 dans l'émission Ludo dès le 31 mars 2014.

## Synopsis
Au fin fond de l'espace, une équipe d'animaux essaye de répandre la paix dans l'univers à bord de leur vaisseau se nommant « l'Arche », piloté par le très grand Commandant Clark, un chien des plus courageux luttant sans cesse contre la menace des Animatronix, dangereux robots en forme d'animaux. 

## Fiche technique
- Titre français : Commandant Clark
- Titre international : Commander Clark
- Réalisation : Norman LeBlanc
- Scénario : Ian Carney (supervision)
- Direction artistique : Aurore Damant
- Musique : Severin
- Sociétés de production : Go-n Productions, France Télévisions
- Pays d'origine : France
- Langue : français
- Nombre d'épisodes : 52 (1 saison)
- Durée : 11 minutes
- Date de première diffusion :  France : 28 juin 2010

## Distribution (voix)
- Alexandre Nguyen : le commandant Clark / Junior
- Geneviève Doang : le lieutenant Kitty
- Stéphane Ronchewski : le lieutenant Foxy / le docteur Kong
- Yann Le Madic : le général Rex
- Gilbert Lévy : l'amiral Shlurp / Juan Carlos / Porko
- Olivier Podesta : Lionel / Bob / Léo / Alfie / Patrick
- Hervé Grull : Elmer / Tommy
- Sophie Baranes : Jennifer / Gloria
- Caroline Combes : Sylvie
- Gaëlle Pavillon : Jelly

## Personnages

### Personnages principaux
Le commandant Clark
Commandant à bord de l'Arche, Clark est un jeune chien essayant tant bien que mal d'assumer son haut poste. Il est assez mal vu par l'Amiral, mais reste tout de même un commandant digne de confiance. Clark essayera même d'avoir un rire plus « commandantesque » car il trouvait son rire trop loin de celui que devrait avoir un vrai commandant. Clark ne rechigne pas à la tâche, et essaye tant bien que mal de mener ses missions à bien, même si ses instincts de chien reprennent souvent le dessus: il ne peut s'empêcher de courir après sa queue, joue souvent à la « baballe », ce qui fait qu'il est assez naïf. Il a pour habitude de prendre une croquette pour chien au bœuf trempé dans son thé. Il dort dans une chambre verte, et son lit est un panier dans lequel se trouve Kiki, son doudou. Son pyjama est jaune avec des motifs d'os. Clark oublie souvent sa carte d'identité ou ne la met pas à jour, ce qui donne à Jelly l'obligation de lui donner une ou plusieurs décharges électriques. Le Commandant Clark mérite quand même son grade (en dépit de ses défauts) car il peut prendre souvent de bonnes décisions rapidement et possède un sens du service, de la loyauté et du courage énorme, n'hésitant pas à sauver ceux qu'il aime, quel que soit le prix à payer. Il est assez gêné lorsque sa mère vient le voir dans le vaisseau mais Clark est bien content d'être son fils. De plus le Commandant est un personnage charismatique et respecté par tout le monde à bord de l'Arche: Foxy est son meilleur ami et Kitty amoureuse de Clark. Dans Le Diplôme, il se trouve que son dossier a été inversé et que l'on avait longtemps considéré son test pour être commandant réussi avec 9/10 alors qu'il n'a eu que 6/10, ce qui constitue un échec. Il rate la majorité des examens mais réussi à repousser les animatronix, qui fait décider l'Amiral Schlurp de lui redonner son grade.
Le lieutenant Kitty
Première lieutenant du Commandant Clark, Kitty est une chatte de couleur grise. Elle possède de nombreuses qualités qui ont font d'elle un élément indispensable pour l'Arche: Kitty est en effet courageuse, intelligente, possède une connaissance immense en ce qui concerne le règlement du vaisseau, les manœuvres et les commandes possibles de l'Arche. Kitty a cependant des faiblesses. Elle est la plus sérieuse et la plus consciencieuse de tout l'équipage, même un peu trop au goût de certains, car personne ne pouvaient se rappeler la dernière fois que Kitty avait fait une blague dans Rabat-joie. Vexée, la chatte avait voulu demandé conseil au professeur, mais la nouvelle invention de Kong que le savant était en train de mettre au point toucha Kitty, ce qui eut pour conséquence de rendre Kitty drôle, mais à l'excès. Elle est cependant revenue normale à la fin de l'épisode mais tente tout de même d'être plus relâchée. Dans « Les Chauves-Souris Mutantes », on apprend que Kitty dort l'après-midi dans sa chambre : une pièce rose, un grand lit de la même couleur et elle éteint la lumière en claquant des doigts. Si la chatte n'a pas fait sa sieste, elle est d'une humeur massacrante. Dans divers épisodes, l'amour que porte Kitty à Clark est présent, mais le lieutenant n'arrive pas à déclarer sa flamme à son Commandant préféré. La chatte observe en permanence Clark : dans Le Secret de Kitty, celle-ci confie à Jelly la méduse, sa meilleure amie, que Clark était mignon lorsqu'il dormait avec son mouton en peluche Kiki. Jelly comprit sans doute que Kitty nourrissait des sentiments envers le commandant mais ne le lui fit pas comprendre. Mais à cause de Jenifer, la chatte se fit plus ou moins réprimandée par Clark, celui-ci lui demandant de ne plus l'espionner.
Le lieutenant Foxy
Second lieutenant du commandant Clark, Foxy est le meilleur ami de celui-ci, même si lors d'un épisode il jalouse un chiot d'avoir le monopole sur le commandant car il se sent exclu. Contrairement à Kitty qui est calme et rusée, Foxy est assez peureux et fait preuve de beaucoup de bêtise. Ce renard fait extrêmement attention à son apparence, en particulier à sa fourrure :  il donne un million de coup de brosse sur sa queue et prend plusieurs bains par jour. Il est le fondateur du groupe « Foxy et les Foxies » qu'il a créé avec Lionel et Elmer le temps d'un épisode (Les Chauves-souris mutantes) mais ce groupe a dû être dissout faute d'instrument. On apprend également qu'il fait attention à sa ligne en ne mangeant que très peu et qu'il va souvent chez le coiffeur, environ une fois par semaine. Les farceurs de l'espace ont joué un tour à Foxy, lui ayant fait croire qu'il avait gagné le prix du « plus gros naze de l'année ». Les quartiers de Foxy sont bleus, comportent un lit à baldaquin, une baignoire ainsi qu'une armoire à trophées vide, sauf si l'on compte la fausse récompense d'Elmer et Lionel.

### L'équipage de l'Arche
Le docteur Kong
Kong est la personne la plus intelligente de l'Arche, et lorsqu'un mot ou d'un événement scientifique est abordé, nous avons le droit à une petite explication sous la forme d'une émission nommée « Info Kong ». Le professeur étant un singe, il est très friand de bananes, et comme tous les autres savants, Kong est capable de faire des grosses dépressions: lorsqu'elles arrivent, il enlève sa blouse de professeur et reste dans son laboratoire à manger des bananes.
Lionel et Elmer
Un poulet et une taupe cherchant à faire des blagues. Cependant leurs blagues ne sont pas souvent appréciées, comme le montre l'épisode Les Farceurs de l'espace où leurs pitreries atteignent leur paroxysme, ce qui énerve en plus haut lieu les membres de l'équipage. Clark et Kitty se déguiseront alors en monstres pour les inciter à ne plus faire des plaisanteries. Ils ont fait partie du groupe « Foxy et les Foxies ».
Junior
Junior est un jeune lézard. Encore adolescent, il adore la musique forte (comme la plupart des jeunes) et écoutait en boucle son enregistrement de la musique du groupe « Foxy et les foxies ».
Bob
Bob est une limace ayant pour emploi comptable et s'occupe de l'économie, ce qui lui attire les foudres de ses équipiers car ils n'apprécient pas ses restrictions, surtout dans l'épisode Ceinture.
Sylvie
Malgré le fait qu'elle soit une petite éléphant, Sylvie fait partie de l'Arche. Son rôle est principalement d'aider les membres de l'équipage en leur apportant des rafraîchissements par exemple, ce qu'elle fait volontiers. Cependant des membres du vaisseau en profitent, et ce sujet sera abordé dans l'épisode Tous en forme avec Sylvie. 
Jelly
Méduse réceptionniste, elle ne doit laisser entrer personne dans la salle des commandes sans son badge dont la photo est assez récente. Elle fait également appliquer les règles mises en place par l'Amiral en personne, qui ont une particularité : si elles ne sont pas appliquées par un membre de l'équipage, le fautif se verra puni avec une décharge électrique envoyée par Jelly. Lionel et Elmer réussiront à utiliser son sens du respect envers le règlement pour se venger en introduisant de fausses règles, créant ainsi le cahos. Jelly est la meilleure amie du lieutenant Kitty.
Doris
Guenon fine cuisinière, sa cuisine est souvent appréciée par l'équipage. Elle sera victime des farces de Lionel et Elmer qui mettent du chewing-gum dans son soufflé au fromage, ce qui provoque une grande explosion. Elle porte un filet à cheveux rose et un tablier.
Léo
Léopard à lunettes, c'est l'intellectuel du poste de pilotage, avec le lieutenant Kitty. Il ne perd jamais son sang-froid même quand l'hystérie collective gagne l'équipage.
Jennifer
Infirmière et écureuil de son état, Jenifer a un gros défaut : elle ne peut s'empêcher de raconter les ragots. C'est à cause d'elle que Kitty sera réprimandée par le Commandant Clark et aura failli perdre sa meilleure amie Jelly dans l'épisode Le Secret de Kitty. La chatte était en train de confier son secret à sa meilleure amie lorsque Jenifer les espionnait. Elle a été elle aussi été piégée par les deux farceurs : Lionel lui fit croire qu'Elmer avait un problème à l'œil. Lorsque l'infirmière voulu le voir de près, Lionel lui dit que l'œil tombait souvent, Elmer fit alors semblant d'avoir l'œil tombé par terre et cela terrifia Jenifer. Bien sûr il s'avéra que l'œil était un faux. Son uniforme est une blouse blanche, comme le docteur Kong.
Tommy
Tommy est un lapin lavant les vitres de l'Arche depuis l'extérieur. On le voit dans certains épisodes, mais n'a pas souvent d'utilité dans l'épisode. Cependant, dans Le Diplôme, Tommy est utilisé pour donner à Clark les bonnes réponses pour son examen.
Le chef Porko
Cochon mécanicien nettoyant également le hangar et obsédé par la propreté. Porko est tellement préoccupé par la propreté qu'il fait du surmenage dans un épisode, l'amenant à avoir des hallucinations et croire que le commandant Clark, Kitty et Foxy n'étaient que des imposteurs : des robots déguisés pour envahir le vaisseau. Après s'être évanoui lorsque Clark se mit à salir tout le hangar, le cochon reprit ses esprits et semblait avoir oublié qu'il avait prévenu tout l'équipage que le commandant et se lieutenants étaient en fait des robots. Autre victime des deux compères, ils firent en sorte que le hangar soit sale, à tel point que Porko dû utiliser toute la réserve d'eau du vaisseau.
Juan Carlos
Bison démineur à lunettes. Juan a pour habitude de manger beaucoup, ce qui est normal pour sa taille (son uniforme est toujours taché). Lors de l'échange de corps avec Foxy dans l'épisode Ennemis intimes, il en profite pour que Foxy le respecte, chose que le lieutenant ne faisait pas avant. Son espèce est en voie de disparition, et ce n'est que grâce à l'action d'un alien ayant la capacité de prendre une autre forme que Juan Carlos fait toujours partie de l'équipage (l'amiral voulait que Juan Carlos arrête sa mission à bord de l'Arche).
Patrick
Koala râleur et rondouillard, il cache un secret qui sera révélé dans Un héros malgré lui.

### Les alliés
L'amiral Shlurp
Supérieur de Clark, ce tamanoir a un assez mauvais caractère mais il est un bon amiral. Dans l'épisode Les Chauves-souris mutantes, on apprend qu'il a une tante se prénommant Julie, celle-ci lui avait offert un vase que l'amiral avait tenté de ne pas cassé, en vain, durant tout l'épisode. Shlurp a également une autre tante, Florence, évoquée dans un épisode.

### Les ennemis
Le général Rex
Chef des Animatronix. Chien mécanique, machiavélique et cruel, le général Rex n'hésite pas à utiliser ses robots pour conquérir l'Arche, et tous les coups sont permis avec lui. Il se sert même de la mère de Clark pour arriver à ses fins, mais heureusement sans succès. Rex porte une cape qui est tellement huilée qu'elle brille sans cesse. C'est le seul membre des Animatronix, avec Panthère, qui est capable de penser par lui même, possédant la même intelligence que les personnages organique, et donc d'être capable de se comporter comme eux. C'est ce qui lui permettra de se faire passer pour l'Amiral Shlurp, et de ne pas tomber sous le joug de Panthère dans l'épisode éponyme.

## Épisodes
1. Déchetterie Spatiale
2. Mère et fils
3. Dans les étoiles
4. Un royal enquiquineur
5. La visite de Shlurp
6. Un problème de taille
7. L'examen de Junior
8. Tous en forme avec Sylvie
9. Il faut sauver le soldat Juan Carlos
10. Le bal de l'espace
11. Météo-rites
12. Commandant Foxy
13. Les farceurs de l'espace
14. L'attaque des chauves-souris mutantes
15. Ceinture !
16. Sans queue ni tête
17. La marque jaune
18. Révisions générales
19. L'espion qui n'en était pas un
20. Ennemis intimes
21. Panthère
22. Complots et robots
23. Le secret de Kitty
24. Un poil dans la main
25. Nouveau règlement, nouveau rire
26. Le héros du commandant Clark
27. Téléportations
28. Cœur de métal
29. Les jeans sont méchants
30. Traduitou
31. La cadette de nos soucis
32. Travail d'équipe
33. Clark voit double
34. Homer !
35. Rabat-joie
36. Clark et le trésor de la galaxie
37. Bulles fatales
38. Chantage
39. Sous le signe du hérisson
40. Cap, pas cap !
41. Tous au zoo
42. Les tambours de l'espace
43. Le diplôme
44. Adieu Kitty
45. Son nom est Clark, commandant Clark
46. Clark sauve Noël (Partie 1)
47. Clark sauve Noël (Partie 2)

## Autour de la série
Six romans écrits par Baptiste Mataf et illustrés par Aurore Damant, inspirés d'épisodes de la série, sont parus chez Bayard Presse en 2011-2012.
L'univers et le style de la série rend hommage au genre du Space Opera, ainsi qu'aux séries télévisées et films de science-fiction diffusés dans les années 50 et 60.

## Diffusion internationale
| Pays           | Chaîne                                     |
| -------------- | ------------------------------------------ |
| Royaume-Uni    | CITV (2 mai 2011-6 janvier 2012)           |
| Irlande        | RTÉ (TRTÉ) (2 mai 2011-6 janvier 2012)     |
| Italie         | RAI (30 avril 2012-4 janvier 2013)         |
| Pays-Bas       | Nickelodeon (30 avril 2012-4 janvier 2013) |
| Belgique       | Ketnet (30 avril 2012-4 janvier 2013)      |
| Allemagne      | KiKA (30 avril 2012-4 janvier 2013)        |
| Europe         | Nickelodeon (30 avril 2012-4 janvier 2013) |
| Afrique du Sud | Nickelodeon (30 avril 2012-4 janvier 2013) |